# Leonhard Seidl

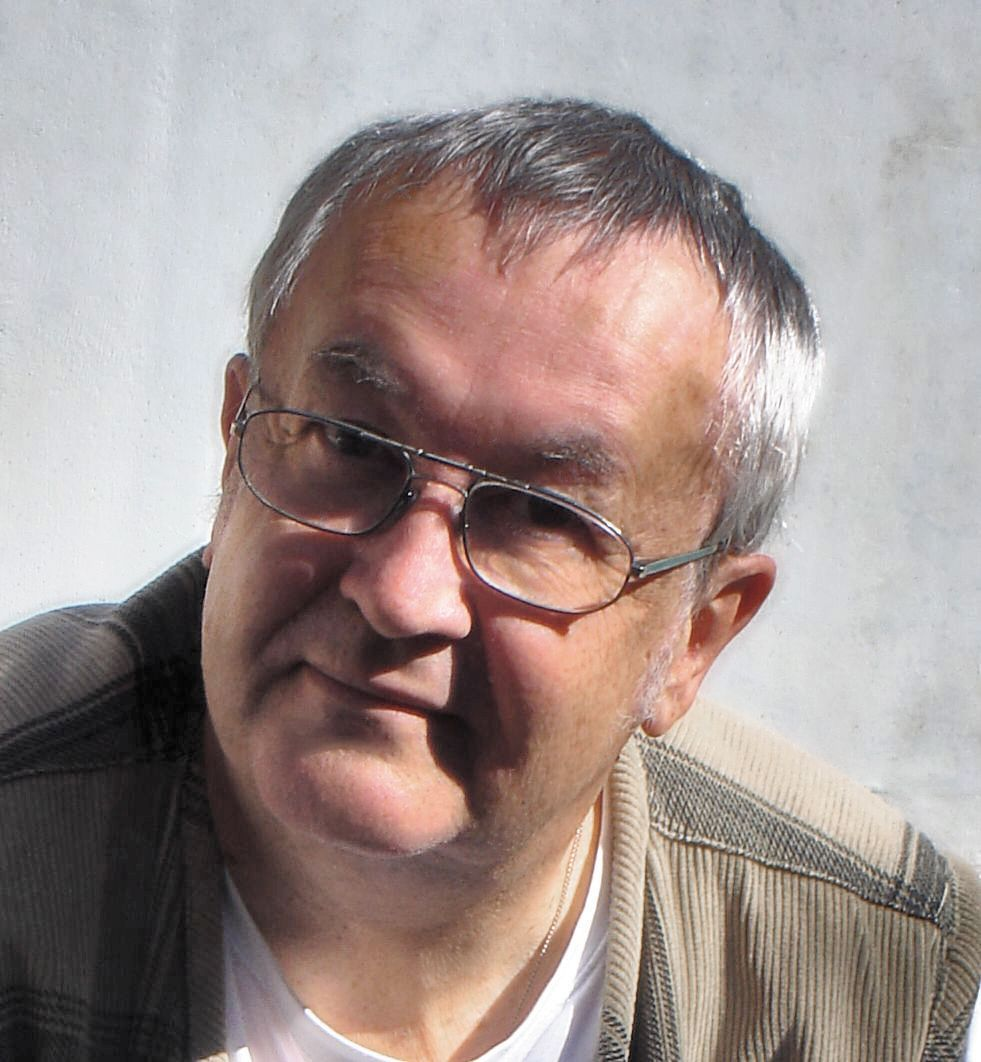
Leonhard Michael Seidl (2017)

Leonhard Michael Seidl  (* 1949 in München) ist ein deutscher Schriftsteller.

## Leben
Nach der Mittleren Reife war Seidl Systembetreuer bei einem Zweckverband in Poing. Er war lange Jahre nebenamtlicher Gitarrenlehrer an der Kreismusikschule Erding. Seit 2001 ist er freier Autor und Dramatiker. Seidl war Mitglied im Syndikat, der Vereinigung deutschsprachiger Krimi-Autoren.
Leonhard Michael Seidl ist der Vater des Schriftstellers Leonhard Florian Seidl.

## Ehrungen und Auszeichnungen
- 1984 Walter-Serner-Preis
- 1989 Stipendium am Deutschen Schauspielhaus in Hamburg
- 1990 Volkstheaterpreis des Landes Baden-Württemberg
- 2016 Writer in Residence der Schweizerischen Gesellschaft für die Europäische Menschenrechtskonvention (SGEMKO) in Meran.
- 2017 Auszeichnung für „Schorsch“ bei den Niederbayerischen Theatertagen in Landshut.

## Romane
- Der Rote Hanickl. Präbst-Druck, Dorfen 2006
- Das Schwarze Tagebuch. AAVAA E-Book Verlag UG, 2009
- Der Tod trägt Federn. Spielberg Verlag, 2010
- Hundsgift. Bayerland-Verlag, Dachau 2010
- Novemberlicht. Bayerland-Verlag, Dachau 2013
- Letzte Ausfahrt Giesing. ars vivendi verlag, Cadolzburg 2014
- Besäufniserregend. Morisken Verlag, München 2018
- Schwarzer Regen Rotes Blut. Gmeiner-Verlag, Meßkirch 2021
- Tod unter der Steinernen Brücke. Gmeiner-Verlag, Meßkirch 2023

## Theaterstücke
- Die Büchse der Pandora (eine bayerische Angelegenheit)
- Schorsch (bairischer Theater-Monolog)
- Die Reise zur Sonne (Theaterstück für Kinder nach einem chinesischen Märchen)
- Das Kernhaus (Theaterstück für Kinder)
- Der Revisor (bairische Fassung des gleichnamigen Theaterstückes von Nikolai Gogol)
- Der Sackhupfer (bairische Fassung des Theaterstückes Der Held der westlichen Welt von John Millington Synge)
- Der Beutelschneider (bairische Fassung des Theaterstückes Tartuffe von Molière)
- Die Himmelfahrt vom Bartlbräu (bairischer Einakter nach Dante Alighieri)
- Von der Hochzeiterei (bairischer Einakter nach Anton Tschechow)